# عاشقان مصلوب
عاشقان مصلوب (به ژاپنی: 近松物語 Chikamatsu Monogatari) یا داستان چیکاماتسو فیلمی در ژانر درام به کارگردانی کنجی میزوگوچی است که در سال ۱۹۵۴ منتشر شد. از بازیگران آن می‌توان به کازوئو هاسه‌گاوا و کیوکو کاگاوا اشاره کرد.